# La Máquina de Nexpa
La Máquina de Nexpa är en ort i Mexiko.   Den ligger i kommunen Florencio Villarreal och delstaten Guerrero, i den södra delen av landet, 300 km söder om huvudstaden Mexico City. La Máquina de Nexpa ligger 31 meter över havet och antalet invånare är 239.
Terrängen runt La Máquina de Nexpa är platt åt sydost, men åt nordväst är den kuperad. Runt La Máquina de Nexpa är det ganska glesbefolkat, med 34 invånare per kvadratkilometer. Närmaste större samhälle är Las Vigas, 3,7 km väster om La Máquina de Nexpa. Omgivningarna runt La Máquina de Nexpa är en mosaik av jordbruksmark och naturlig växtlighet.